# Epuraea hilleri
Epuraea hilleri är en skalbaggsart som beskrevs av Edmund Reitter 1877. Epuraea hilleri ingår i släktet Epuraea, och familjen glansbaggar. Arten har ej påträffats i Sverige.